# Camponotus rubrithorax
Camponotus rubrithorax é uma espécie de inseto do gênero Camponotus, pertencente à família Formicidae.